# Gerrardanthus tomentosus
Gerrardanthus tomentosus är en gurkväxtart som beskrevs av Joseph Dalton Hooker. Gerrardanthus tomentosus ingår i släktet Gerrardanthus och familjen gurkväxter. Inga underarter finns listade i Catalogue of Life.